# Nyköpings Wecko-Blad
Nyköpings Wecko-Blad var en dagstidning i Nyköping, som startades 2 januari 1779 och lades 29 december 1832.

## Varierande titlar
Sin första titel bar tidningen fram till 29 december 1781. Allmänna Tidningar  var titeln den 5 januari 1782 till 31 december 1782. Titeln  Nyköpings Allmänna Tidningar gällde från 4 januari 1783 till 31 december 1783. Sedan blev titeln  Nyköpings Wecko-Tidningar gällande från 3 januari 1784 till 11 juni 1785, och slutligen återkom Nyköpings Weckoblad den 11 februari 1786 till 12 oktober 1804, och efter uppehåll återkom samma titel 7 februari 1807 till 29 december 1832.

## Tryckning
Tidningen trycktes i Nyköping av E. Hasselrot 1779. Sedan av C. Hasselrot från 1780 till 11 juni 1785. J. P. Hammarin tog den 11 februari 1786 över till 26 juni 1796. P. Winge tryckte från 2 juli 1796 till 12 oktober 1804 och samme tryckare från 7 februari 1807 till slutet av 1813. Tryckeriet hette P. Winge och Son från 8 januari 1814 till 28 september 1816. Sedan P. E. Winge från 5 oktober 1816 till 1832. Frakturstil användes som typsnitt hela tiden.

## Utgivningsfrekvens
Tidningen kom ut en gång per vecka, torsdag eller fredag till 12 mars 1779. Sedan på lördagar från 20 mars 1779 till 11 juni 1785. Efter uppehåll åter lördag från 11 februari 1786 till 1832. Tidningen hade fyra sidor i kvartoformat 1779–1783, och från 11 februari 1786 till 1832. Tidningen hade fyra sidor i oktavformat från den 3 januari  1784 till 11 juni 1785. 

## Utgivare, indragning och ny utgivning
Tidningens första utgivare hette L. J. Chenon. Åren 1780–1785 var boktryckaren Carl Hasselrot utgivare. Denne tillkännagav i ett bihang till Nyköpings Wecko-Tidningar den 18 juni 1785  att han till åtlydnad av kungliga förordningen 3 maj 1785 måste upphöra med Wecko-Tidningarnas utgivning, men att han ämnade nästa år, så vida tillräckligt antal prenumeranter anmälde sig, fortsätta med bladets utgivande i kvartoformat.
Hasselrot sålde emellertid sitt tryckeri till faktorn vid Holmbergs tryckeri i Stockholm, Johan Peter Hammarin, som efter rekommendation av landshövdingeämbetet och kanslikollegium den 18 januari 1786 erhöll nådigt privilegium på såväl tryckeriet som utgivandet av Nyköpings Weckoblad. Hammarin åter sålde på grund av skulder och ekonomiska besvär den 1 september 1792 sitt tryckeri till bokbindaren i Nyköping Peter Winge, som först 20 augusti 1794 erhöll privilegium på boktryckeriet, vilket likväl drevs till den 26 juni 1796  under Hammarins namn, liksom utgivandet av Weckobladet fortsattes med begagnande av Hammarins privilegium, till dess att en införd utländsk nyhet orsakade att redaktionen blev åtalad samt Hammarin den 3 oktober 1804 dömd förlustig sitt privilegium och Weckobladet indraget från och med 12 oktober 1804. Winge, som förut åtalades härför, blev frikänd, emedan han endast tryckt bladet och artikelns innehåll icke kunde föranleda boktryckarens åtalande, sedan det bevisats att Hammarin, vilken boktryckeri-ombudsmannen uppgett vara död, verkligen ännu levde och själv kunde ådömas straffet. (Källa Klemming och Nordin, Boktryckerihistoria sidan 517.) Winge sökte i oktober 1806 privilegium på Nyköpings Weckoblad, vilket meddelades den 7 februari 1807 därå erhöll efter Winges död 1 augusti 1816 hans son P. E. Winge 31 augusti 1816 tillståndsbevis.  Han fortsatte ge ut tidningen den 29 december 1832  då bladet upphörde.